# Abacab

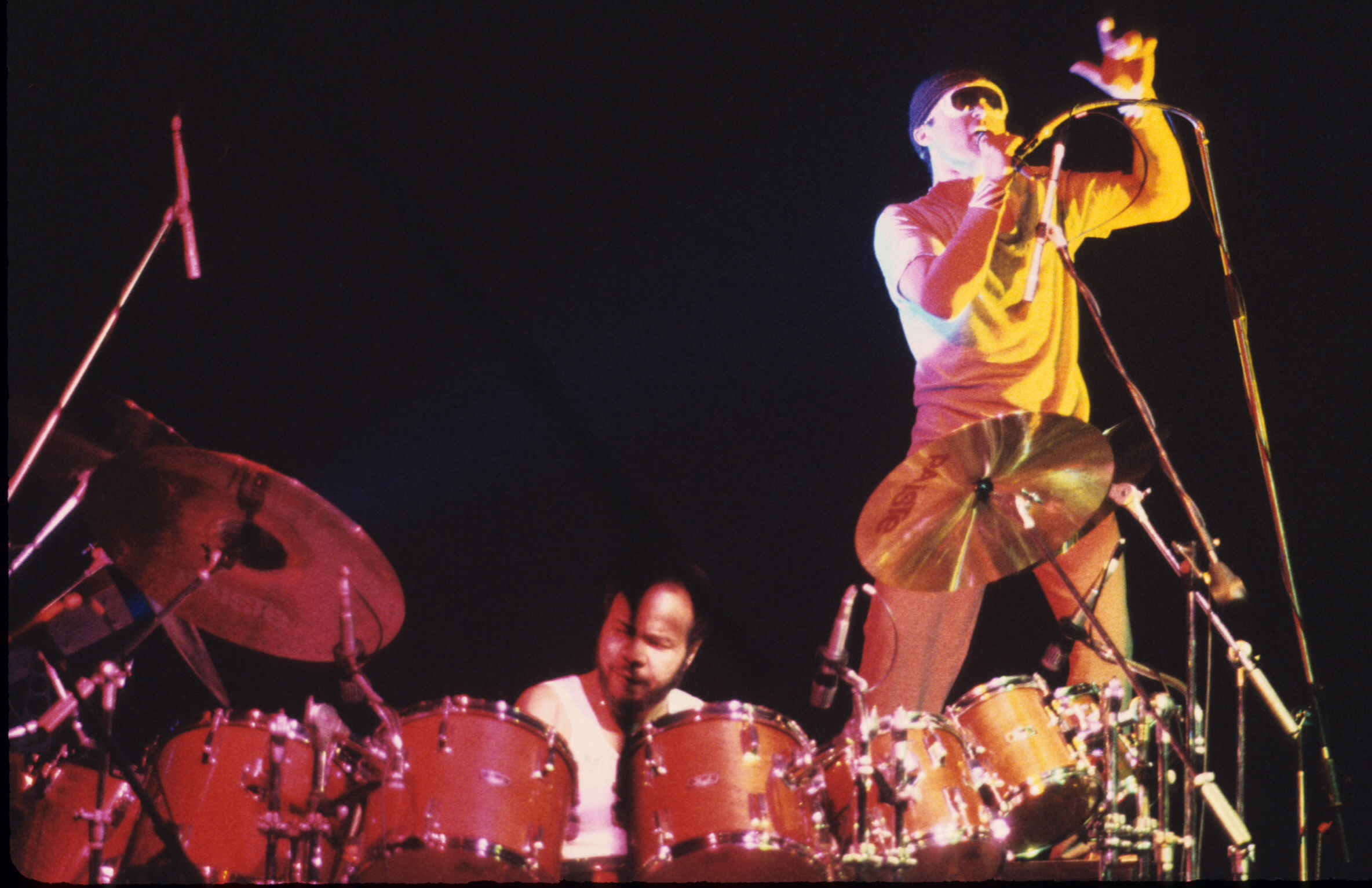
Chester Thompson und Collins spielen Who Dunnit? auf der Abacab-Tour 1981 in Straßburg

Abacab ist das elfte Studioalbum der britischen Rockband Genesis. Es wurde am 18. September 1981 auf dem Atlantic-Label veröffentlicht und dokumentiert eine stilistische Übergangsphase im Werk von Genesis. Nachdem Steve Hackett die Band 1977 verlassen hatte, wandten sich die drei verbliebenen Genesis-Mitglieder Phil Collins, Mike Rutherford und Tony Banks der kommerzielleren Rockmusik zu.

## Hintergrund
Auf Abacab bekam man von Genesis erstmals vermehrt radiotaugliche Popmusik zu hören. Vor allem die Singles No Reply at All, Man on the Corner und der auf der EP 3 × 3 veröffentlichte Song Paperlate erlangten eine für damalige Genesis-Verhältnisse große Popularität. Die weiteren Albumtitel unterscheiden sich deutlich von früherem Genesis-Material, sind aber dennoch keine leichten Radiosongs. Abacab steht zudem für eine Perfektionierung des Collins-typischen gated-reverb-Drumsounds, welcher von Hall-, Lautstärke- und Kompressionseffekten gekennzeichnet ist. Dafür verantwortlich ist in hohem Maße der Produzent Hugh Padgham, den Phil Collins bei den Aufnahmen zu Peter Gabriels drittem Album 1980 kennengelernt hatte und der bis 1986 alle Genesis- und bis 1996 alle Phil-Collins-Alben co-produzierte.
Laut Mike Rutherford ist der Name Abacab aus der Struktur einer frühen Version des gleichnamigen Songs entstanden. Dessen Arrangement bestand aus drei Teilen, die mit a, b und c bezeichnet wurden. Da den Bandmitgliedern kein geeigneter Titel für Album und Song einfiel, fügten sie die Abfolge a-b-a-c-a-b zu einem Kunstwort zusammen.
Abacab zeigt eine Band auf der Suche nach neuen Ideen und neuen Arbeitsmethoden. So ist dies das erste Album, in dem die Mehrzahl der Songs aus Improvisationen und Jams entstanden. Auch kommen hier zum ersten und einzigen Male seit dem Debütalbum From Genesis to Revelation Gastmusiker zum Einsatz: Die später als Phenix Horns auftretende Bläsersektion der Gruppe Earth, Wind & Fire, die Phil Collins bei den Aufnahmen zu seinem Soloalbum Face Value kennengelernt hatte. Dies wurde von vielen Fans nicht gut angenommen, da die beiden Songs No Reply At All und Paperlate ihnen zu sehr nach Collins’ eigener Musik klangen. Ein weiterer für Genesis-Verhältnisse ungewöhnlicher Song ist Who Dunnit?, das von monotonen Keyboards und minimalistischem Text geprägt ist.
Die bewusste Abkehr vom Gewohnten setzt sich bei der Aufmachung des Albums fort, dessen Cover eine abstrakte Farbcollage zeigt, wobei die Farbauswahl im Laufe der verschiedenen Veröffentlichungen in den einzelnen Ländern und den unterschiedlichen Medien variiert wurde. Erstmals gab es auf der Innenseite der Hülle eine großformatige Fotografie von den drei Musikern, dafür waren jedoch die Songtexte nicht abgedruckt. Erklärte Absicht der Band war es, die Musik für sich sprechen zu lassen.
Die Aufnahmesessions, die ersten in ihrem zu der Zeit noch im Umbau befindlichen eigenen Studio „The Farm“, ergaben genug Material für ein Doppelalbum. Aus kommerziellen Erwägungen wurde nur die Hälfte der Songs als Album veröffentlicht, der Rest fand seinen Platz auf Single-B-Seiten, der EP 3 × 3 und der vierten Seite des Three-Sides-Live-Albums.
Unter Genesis-Fans gilt das Album als umstritten. Für viele Anhänger der Pop-Phase von Genesis stellte Abacab hingegen den ersten Kontakt mit der Gruppe her.

## Titelliste
1. Abacab (Tony Banks, Phil Collins, Mike Rutherford) – 7:02
2. No Reply at All (Tony Banks, Phil Collins, Mike Rutherford) – 4:41
3. Me and Sarah Jane (Tony Banks) – 6:00
4. Keep It Dark (Tony Banks, Phil Collins, Mike Rutherford) – 4:34
5. Dodo/Lurker (Tony Banks, Phil Collins, Mike Rutherford) – 7:30
6. Who Dunnit? (Tony Banks, Phil Collins, Mike Rutherford) – 3:22
7. Man on the Corner (Phil Collins) – 4:27
8. Like It or Not (Mike Rutherford) – 4:58
9. Another Record (Tony Banks, Phil Collins, Mike Rutherford) – 4:30

DVD-Extras (2007 Release)
1. Band Interview 2006
2. Promotional Videos: Abacab, No Reply at All, Keep It Dark, Man on the Corner
3. World Tour Program 1981 Tour (Galerie mit 15 Bildern)

## Weitere Titel derAbacab-Sessions
1. Naminanu (Tony Banks, Phil Collins, Mike Rutherford) – 3:49 B-Seite der Single No Reply at All bzw. Keep it Dark, 1981
2. Submarine (Tony Banks, Phil Collins, Mike Rutherford) – 4:33 B-Seite der Single Man on the Corner, 1982[7]

## 3 × 3
Die EP 3 × 3 (UK # 10) erschien 1982 nur im Vereinigten Königreich, in anderen Ländern gab es stattdessen eine gewöhnliche Single unter dem Titel Paperlate ohne das dritte Stück Me and Virgil.
1. Paperlate (Tony Banks, Phil Collins, Mike Rutherford) – 3:20
2. You Might Recall (Tony Banks, Phil Collins, Mike Rutherford) – 5:28
3. Me and Virgil (Tony Banks, Phil Collins, Mike Rutherford) – 6:20

## Singleauskopplungen
| Jahr | Titel             | Höchstplatzierung, Gesamtwochen, AuszeichnungChartplatzierungen (Jahr, Titel, , Platzierungen, Wochen, Auszeichnungen, Anmerkungen) | Höchstplatzierung, Gesamtwochen, AuszeichnungChartplatzierungen (Jahr, Titel, , Platzierungen, Wochen, Auszeichnungen, Anmerkungen) | Höchstplatzierung, Gesamtwochen, AuszeichnungChartplatzierungen (Jahr, Titel, , Platzierungen, Wochen, Auszeichnungen, Anmerkungen) | Anmerkungen                             |
| Jahr | Titel             | DE | UK | US | Anmerkungen                             |
| ---- | ----------------- | --- | --- | --- | --------------------------------------- |
| 1981 | Abacab            | DE28 (13 Wo.)DE | UK9 (8 Wo.)UK | US26 (14 Wo.)US | Erstveröffentlichung: 14. August 1981   |
| 1981 | No Reply at All   | — | — | US29 (18 Wo.)US | Erstveröffentlichung: 9. September 1981 |
| 1981 | Keep It Dark      | — | UK33 (4 Wo.)UK | — | Erstveröffentlichung: 23. Oktober 1981  |
| 1982 | Man on the Corner | — | UK41 (5 Wo.)UK | US40 (11 Wo.)US | Erstveröffentlichung: 5. März 1982      |

## Rezeption

### Chartplatzierungen
| ChartsChartplatzierungen       | Höchstplatzierung | Wochen |
| ------------------------------ | ----------------- | ------ |
| Deutschland (GfK)              | 6 (20 Wo.)        | 20     |
| Vereinigtes Königreich (OCC)   | 1 (27 Wo.)        | 27     |
| Vereinigte Staaten (Billboard) | 7 (54 Wo.)        | 54     |

| ChartsJahrescharts (1982)      | Platzierung |
| ------------------------------ | ----------- |
| Vereinigte Staaten (Billboard) | 12          |

### Auszeichnungen für Musikverkäufe
| Land/Region                  | Auszeichnungen für Musikverkäufe (Land/Region, Auszeichnung, Verkäufe) | Verkäufe  |
| ---------------------------- | ---------------------------------------------------------------------- | --------- |
| Australien (ARIA)            | Gold                                                                   | 20.000    |
| Deutschland (BVMI)           | Gold                                                                   | 250.000   |
| Frankreich (SNEP)            | Gold                                                                   | 100.000   |
| Vereinigte Staaten (RIAA)    | 2× Platin                                                              | 2.000.000 |
| Vereinigtes Königreich (BPI) | Gold                                                                   | 100.000   |
| Insgesamt                    | 4× Gold · 2× Platin ·                                                  | 2.470.000 |

Hauptartikel: Genesis (Band)/Auszeichnungen für Musikverkäufe